# Dolenice
Dolenice település Csehországban, a Znojmói járásban. Dolenice Damnice, Břežany, Miroslav és Mackovice településekkel határos. Lakosainak száma 132 fő (2024. január 1.).

## Népesség
A település lakosságának változását az alábbi diagram mutatja:
| Lakosok száma | 378  | 364  | 440  | 257  | 214  | 157  | 150  | 143  | 135  | 132  |
|               | 1869 | 1890 | 1921 | 1950 | 1980 | 2001 | 2017 | 2019 | 2022 | 2024 |